# Herasmius
Herasmius is een geslacht van uitgestorven heterosteïde placodermen uit het Devoon. Fossielen zijn ontdekt in zoetwaterafzettingen in Noorwegen en Canada.

## Beschrijving
De typesoort Herasmius granulatus werd ontdekt in zoetwaterafzettingen uit het Vroeg-Eifelien van de Wood Bay Group op het eiland Spitsbergen in de Svalbard-archipel in Noorwegen, en werd in 1966 beschreven door Tor Ørvig op basis van een stuk schedeldak, holotype SMNH P 6474 gevonden tijdens de Engels-Noors-Zweedse expeditie naar Spitsbergen in 1939. De geslachtsnaam eert Hermann Asmuss. De soortaanduiding betekent 'korrelig'.
De tweede soort Herasmius dayi werd in 2017 beschreven door Hans-Peter Schultze en Stephen L. Cumbaa, op basis van holotype CMN FV 54694, een achterste schedeldak in 2008 gevonden in mariene afzettingen uit het Vroeg-Devoon van de Bear Rock-formatie langs de Anderson River van de Northwest Territories in Canada. De soortaanduiding eert Richard Day, de kwartiermeester tijdens de opgravingen van 1995, 1997 en 2008.
Herasmius is kleiner dan Heterosteus en verschilt ook door een relatief bredere, kortere schedel.

## Fylogenie
Hersmius werd geplaatst in de familie Heterosteidae samen met het geslacht Heterosteus.